# Хилл, Кайлин
Кайлин Джатавиан Хилл (англ. Kylin Jatavian Hill; 18 августа 1998, Колумбус, Миссисипи) — американский футболист, раннинбек клуба НФЛ «Грин-Бэй Пэкерс». На студенческом уровне выступал за команду университета штата Миссисипи. На драфте НФЛ 2021 года был выбран в седьмом раунде.

## Биография
Кайлин Хилл родился 18 августа 1998 года в Колумбусе в штате Миссисипи. Один из трёх сыновей в семье. Старшую школу он окончил в родном городе. В составе её команды Хилл играл на позиции раннинбека, за карьеру провёл девять матчей с 200 и более ярдами на выносе. В выпускной год он набрал 1750 ярдов и занёс 27 тачдаунов. Газета Columbus-Dispatch дважды признавала его Игроком года в нападении. На момент окончания школы Хилл входил в число десяти лучших молодых игроков Миссисипи по версиям ESPN и 247Sports.

### Любительская карьера
В 2017 году Хилл поступил в университет штата Миссисипи. В дебютном сезоне в NCAA он сыграл в тринадцати матчах, набрав 393 ярда. В 2018 году он стал игроком стартового состава, провёл одиннадцать игр, две пропустил из-за травмы. В команде Хилл стал вторым по числу попыток выноса, набранных ярдов и тачдаунов. По среднему количеству ярдов, набираемых за попытку выноса, он стал пятым в конференции SEC.
В сезоне 2019 года он сыграл тринадцать матчей, набрав 1350 ярдов с десятью тачдаунами. Хилл стал единственным раннинбеком конференции, в среднем набиравшим более 100 ярдов за матч. В четырёх сыгранных матчах он набирал более 150 ярдов, установив новый рекорд университета. По итогам сезона Хилл был включён в сборную звёзд конференции по версии Associated Press и стал обладателем Конерли Трофи, приза лучшему студенту-спортсмену штата Миссисипи. В 2020 году он сыграл только три матча, после чего объявил о завершении карьеры и подготовке к драфту НФЛ.

#### Статистика выступлений в NCAA
| Сезон | Команда                  | Игры | Приём | Приём | Приём | Приём | Вынос | Вынос | Вынос | Вынос |
| Сезон | Команда                  | Игры | Rec   | Yds   | Y/A   | TD    | Att   | Yds   | Y/A   | TD    |
| ----- | ------------------------ | ---- | ----- | ----- | ----- | ----- | ----- | ----- | ----- | ----- |
| 2017  | Миссисипи Стейт Буллдогз | 13   | 4     | 38    | 9,5   | 0     | 78    | 393   | 5,0   | 2     |
| 2018  | Миссисипи Стейт Буллдогз | 11   | 22    | 176   | 8,0   | 4     | 117   | 734   | 6,3   | 4     |
| 2019  | Миссисипи Стейт Буллдогз | 13   | 18    | 180   | 10,0  | 1     | 242   | 1350  | 5,6   | 10    |
| 2020  | Миссисипи Стейт Буллдогз | 3    | 23    | 237   | 10,3  | 1     | 15    | 58    | 3,9   | 0     |
| Всего | Всего                    | 40   | 67    | 631   | 9,4   | 6     | 452   | 2535  | 5,6   | 16    |

### Профессиональная карьера
Перед драфтом НФЛ 2021 года сайт Bleacher Report среди достоинств Хилла отмечал его неплохой атлетизм, умение вести контактную борьбу, понимание различных концепций выносного нападения, аккуратное обращение с мячом, полезность в качестве блокирующего. К недостаткам относили нехватку дистанционной скорости и технические ошибки на блоках. В некоторых эпизодах он тратил слишком много времени на принятие решения, позволяя защите среагировать.
На драфте Хилл был выбран «Пэкерс» в седьмом раунде под общим 256 номером. Тринадцатого мая 2021 года он подписал с клубом четырёхлетний контракт. В регулярном чемпионате он сыграл за команду в восьми матчах, набрав 24 ярда на выносе и 199 ярдов на возвратах начальных ударов. В октябре в игре с «Аризоной» Хилл получил травму колена, из-за которой пропустил вторую половину чемпионата.

#### Статистика выступлений в НФЛ

##### Регулярный чемпионат
| Сезон | Команда         | Игры | Приём | Приём | Приём | Приём | Вынос | Вынос | Вынос | Вынос |
| Сезон | Команда         | Игры | Rec   | Yds   | Y/A   | TD    | Att   | Yds   | Y/A   | TD    |
| ----- | --------------- | ---- | ----- | ----- | ----- | ----- | ----- | ----- | ----- | ----- |
| 2021  | Грин-Бэй Пэкерс | 8    | 1     | 5     | 5,0   | 0     | 10    | 24    | 2,4   | 0     |
| Всего | Всего           | 8    | 1     | 5     | 5,0   | 0     | 10    | 24    | 2,4   | 0     |